# 淮南郡
淮南郡，是中国三国曹魏至唐朝的一个郡，曾名九江郡、南梁郡。

## 历史
秦置三十六郡中，就有九江郡，其治所在寿春（今安徽寿县）。辖境约相当于今天安徽、河南淮河以南，湖北黄冈以东和江西全省，为九江郡历来范围最大之时，因此地有众多水泽而得名。
秦末汉初之际，割西境置衡山郡，割南境置庐江、豫章二郡，九江郡范围大大缩小，只包括今天安徽省中部淮河以南、瓦埠湖流域以东、巢湖以北地区。汉高祖时，改九江郡为淮南国，封给了淮南厉王刘长。汉武帝元狩元年，淮南王刘安因涉嫌谋反自杀后，淮南国撤销，复称九江郡。
东汉保留郡置，且扬州刺史部历个治所历阳（今和县）、寿春、合肥都在郡内，成为扬州首郡。
三国魏嘉平初，改九江郡为淮南郡，治所在寿春县（今安徽寿县），属扬州。东晋太元中改名南梁郡。南朝宋又改淮南郡，旋复为南梁郡。
隋朝大业间又改寿州为淮南郡，户三万四千二百七十八，下领四县。唐朝武德三年（620年）复为寿州。天宝时，寿州曾短暂的改名为寿春郡。

## 行政区划
東漢建安十一年（206年）曹操廢除阜陵國，淮南郡正式郡治壽春縣。曹魏末領壽春、成德、下蔡、義成、西曲陽、平阿、合肥、陰陵8縣。
隋朝时，下领四县：寿春县、安丰县、霍丘县、长平县。

## 太守
隋朝
- 慕容三藏（607年）
- 楊綝（大业年间）